# Большой бассейн (Мохенджо-Даро)
Большой бассейн — сооружение, обнаруженное в ходе раскопок руин хараппского города Мохенджо-Даро (территория современной провинции Синд в Пакистане). Оно было создано в третьем тысячелетии до нашей эры.

## Характеристики
Площадь бассейна составляют примерно 12 на 7 метров, максимальная глубина — 2,4 метра. В сооружение можно было спуститься по двум широким лестницам, расположенным на южной и северной сторонах резервуара. Визу лестницы выходят на уступы высотой 1,4 метра, проходящие по всей длине коротких сторон бассейна. Наклонный пол ведёт к небольшому сливному отверстию в юго-западном углу, через которое использованная вода удалялась из бассейна.
Пол и боковые стены, сложенные из кирпичей, отделанных гипсовой штукатуркой, были водонепроницаемы. Для улучшения водостойкости в стены конструкции был дополнительно уложен толстый слой битума. Вдоль восточного, северного и южного краёв комплекса шел ряд прямоугольных в сечении колонн. Вход в пространство вокруг бассейна осуществлялся через пару дверей на южной стороне комплекса и дополнительные входы на восточной и северной сторонах. Вдоль восточной стороны комплекса шла постройка, внутри которой находился колодец, который, возможно, использовался для наполнения бассейна.
По мнению Джонатана Марка Кенойера, бассейн выполнял роль церемониальной, лечебной или ритуальной купели для совершения омовений.

## Галереи

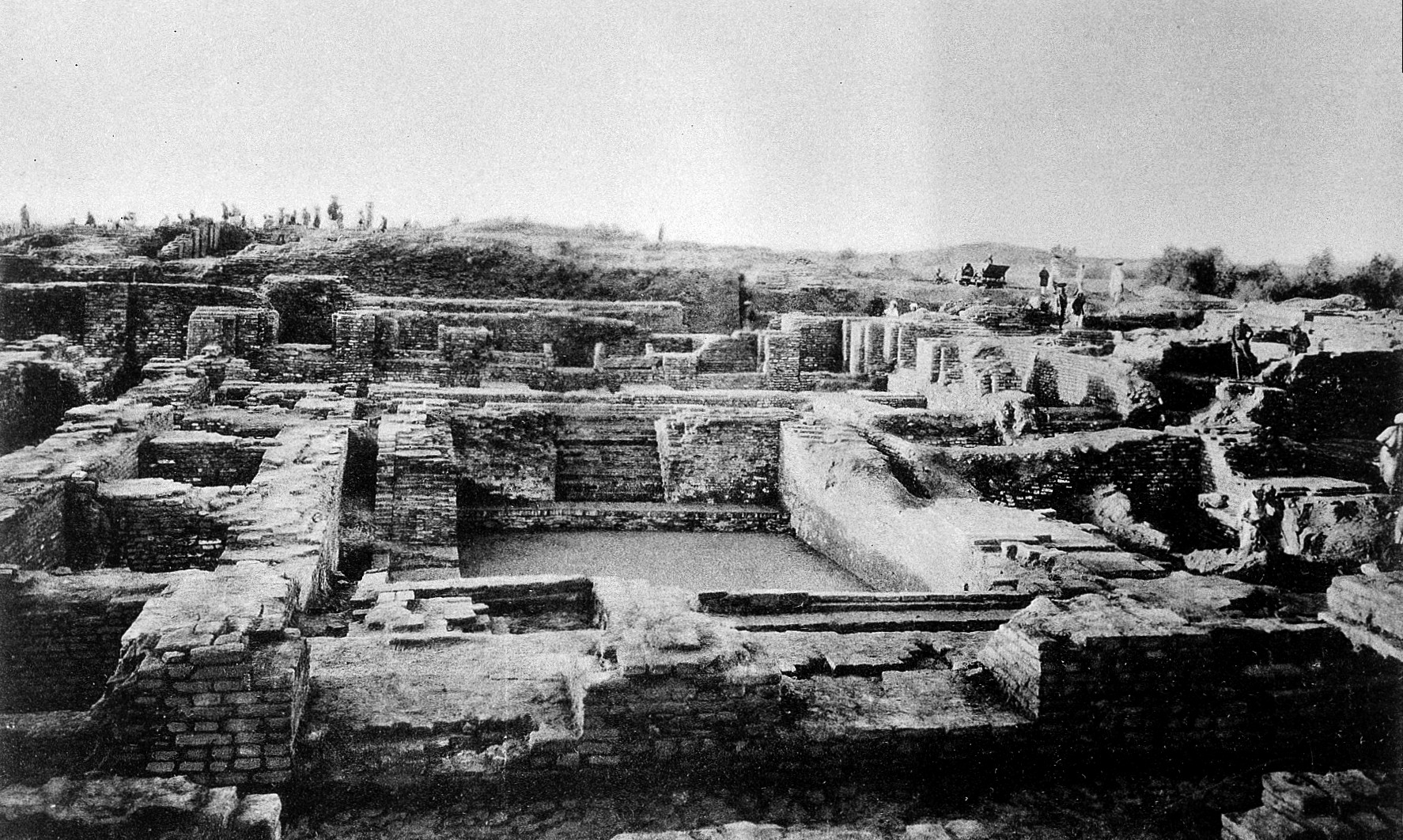
Во время археологических раскопок 1922—1927 годов
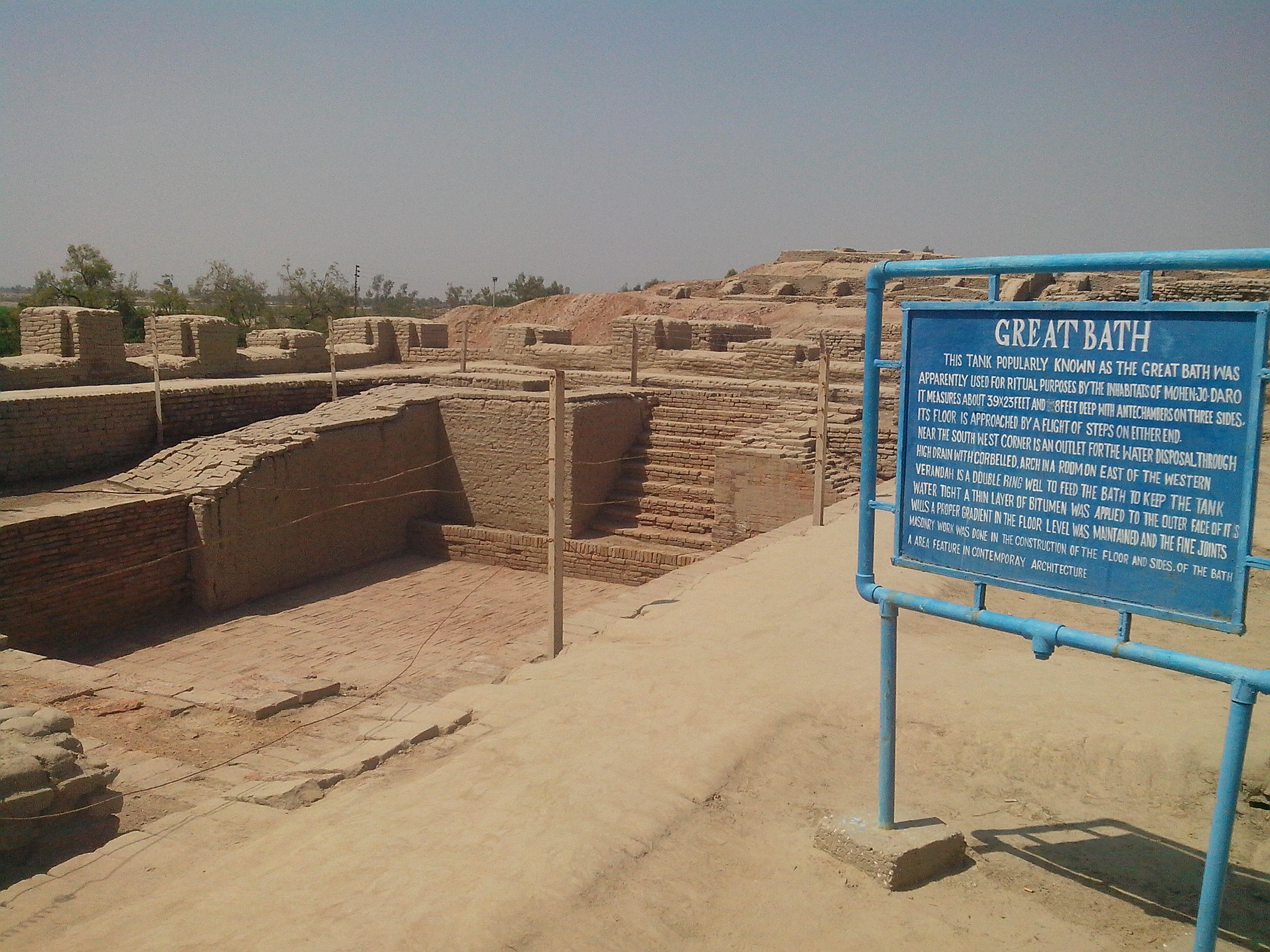
Пояснительный знак
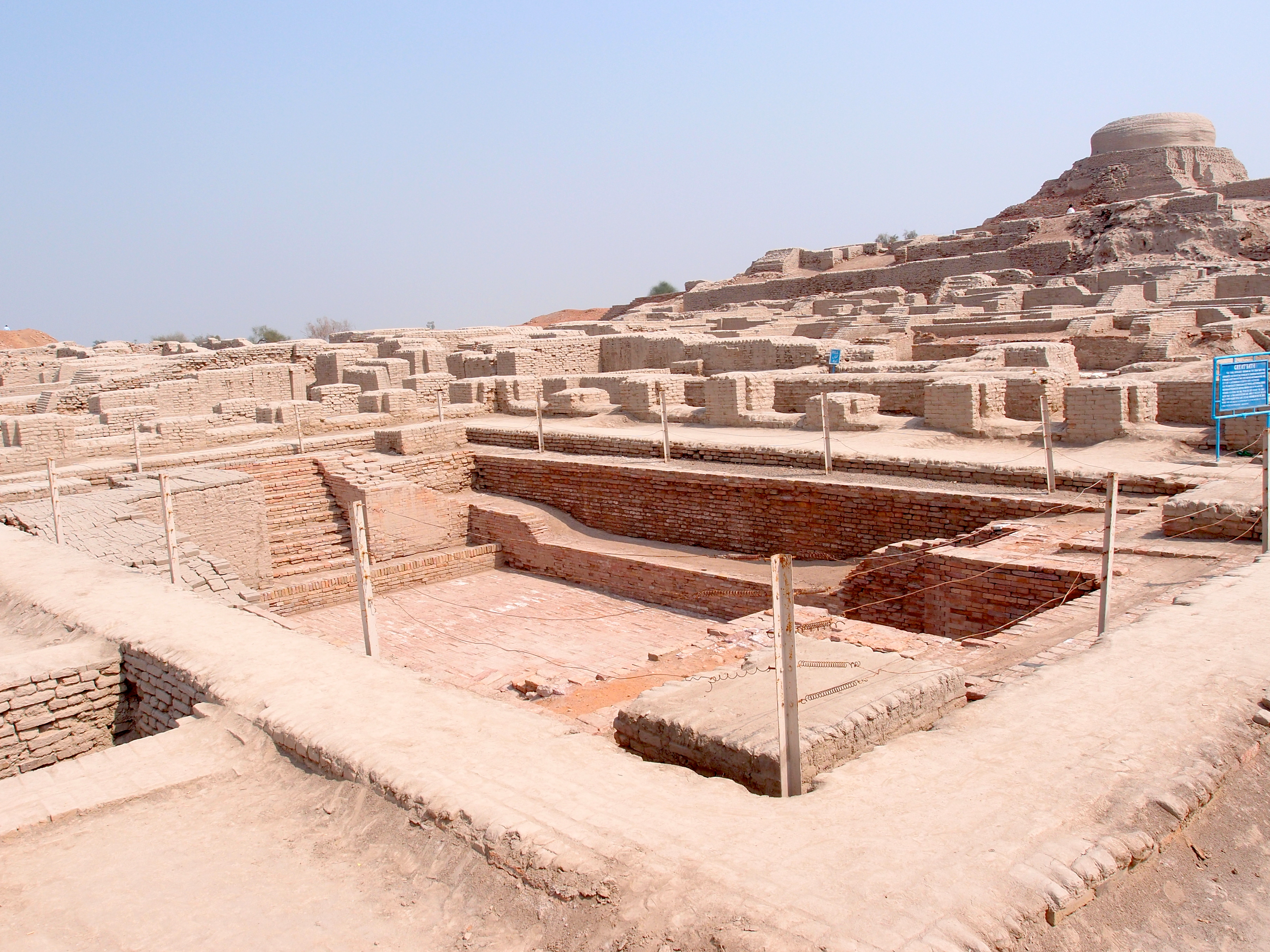
Общий вид
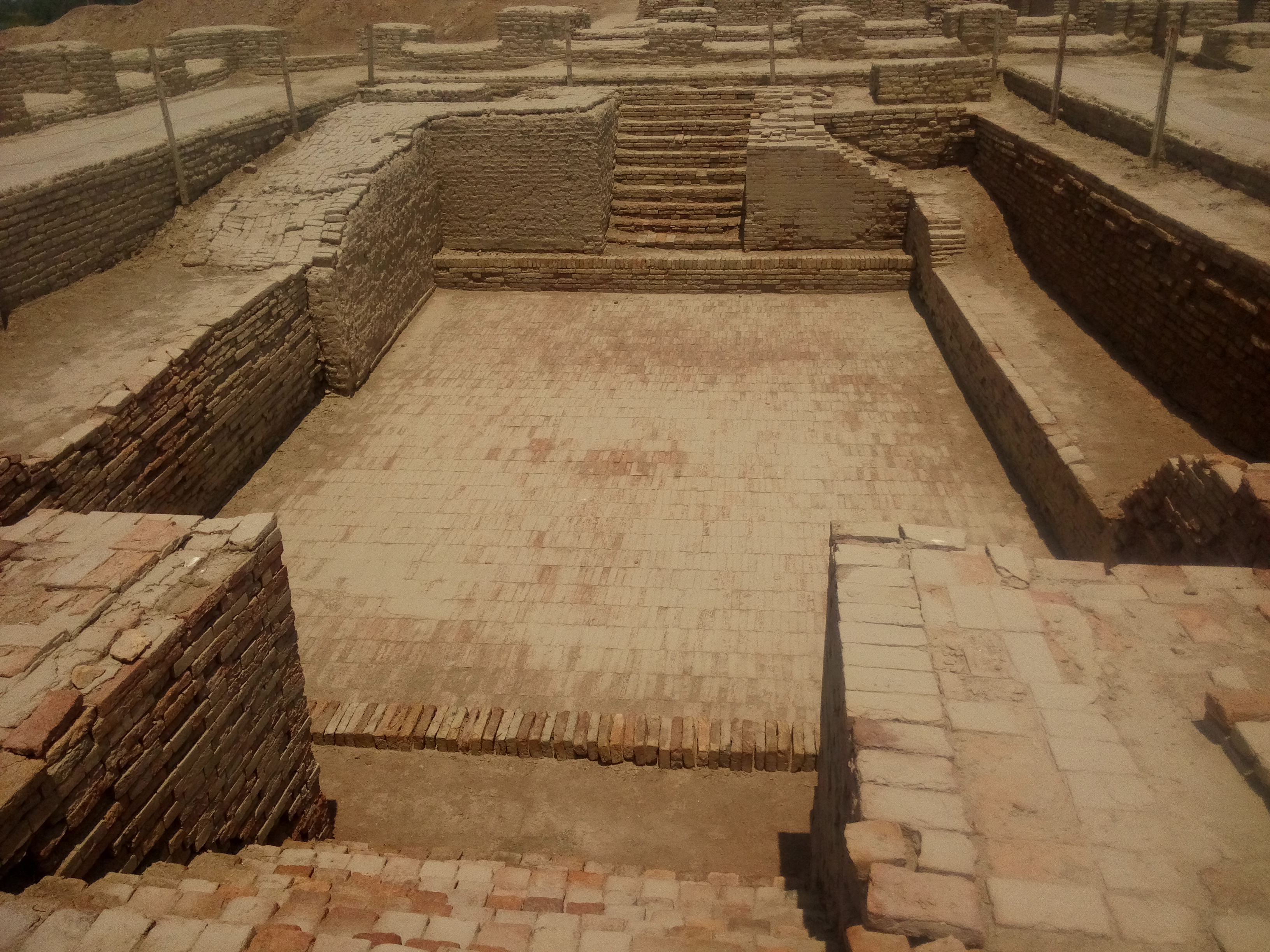
Вид на резервуар
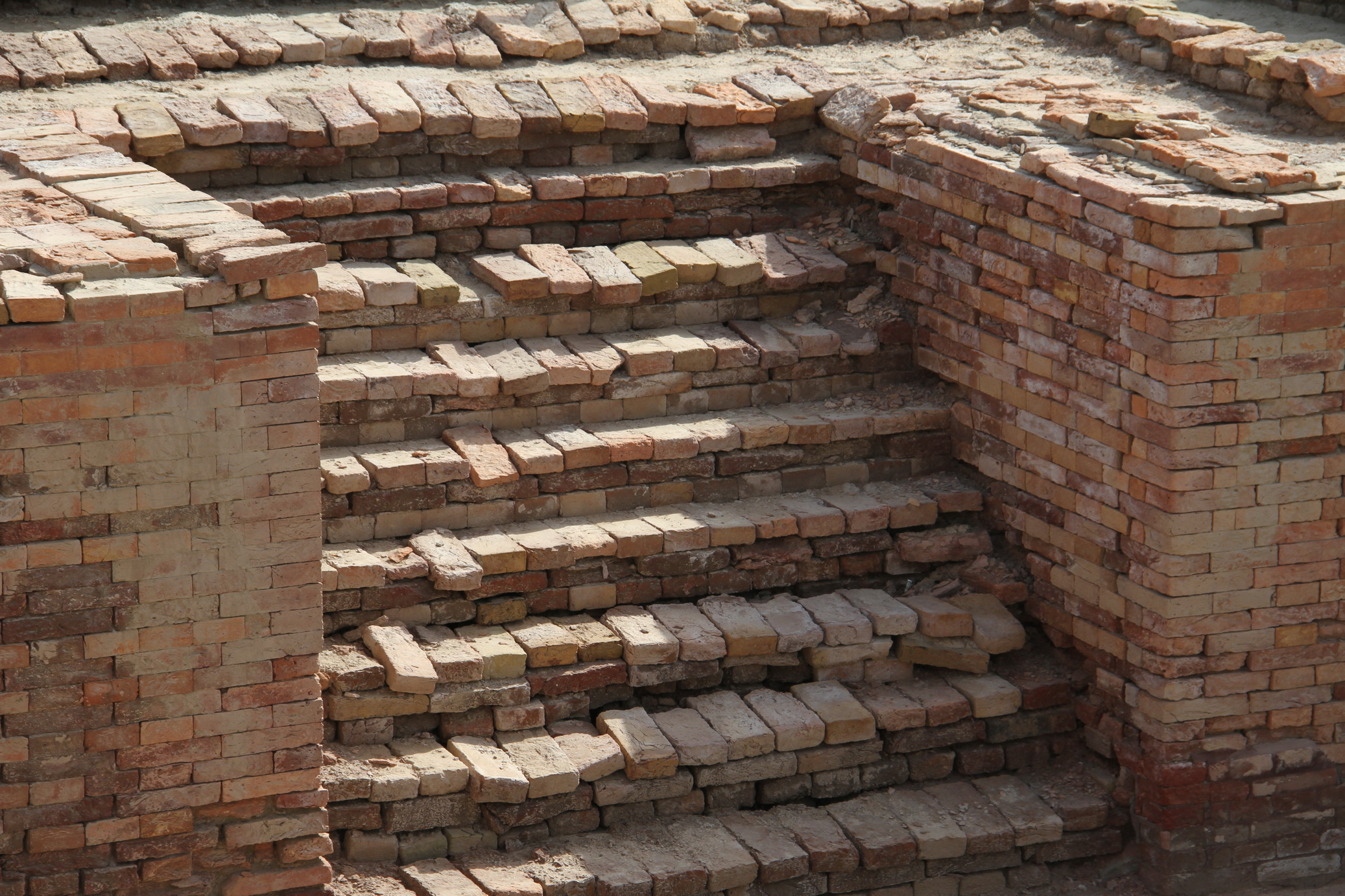
Лестница
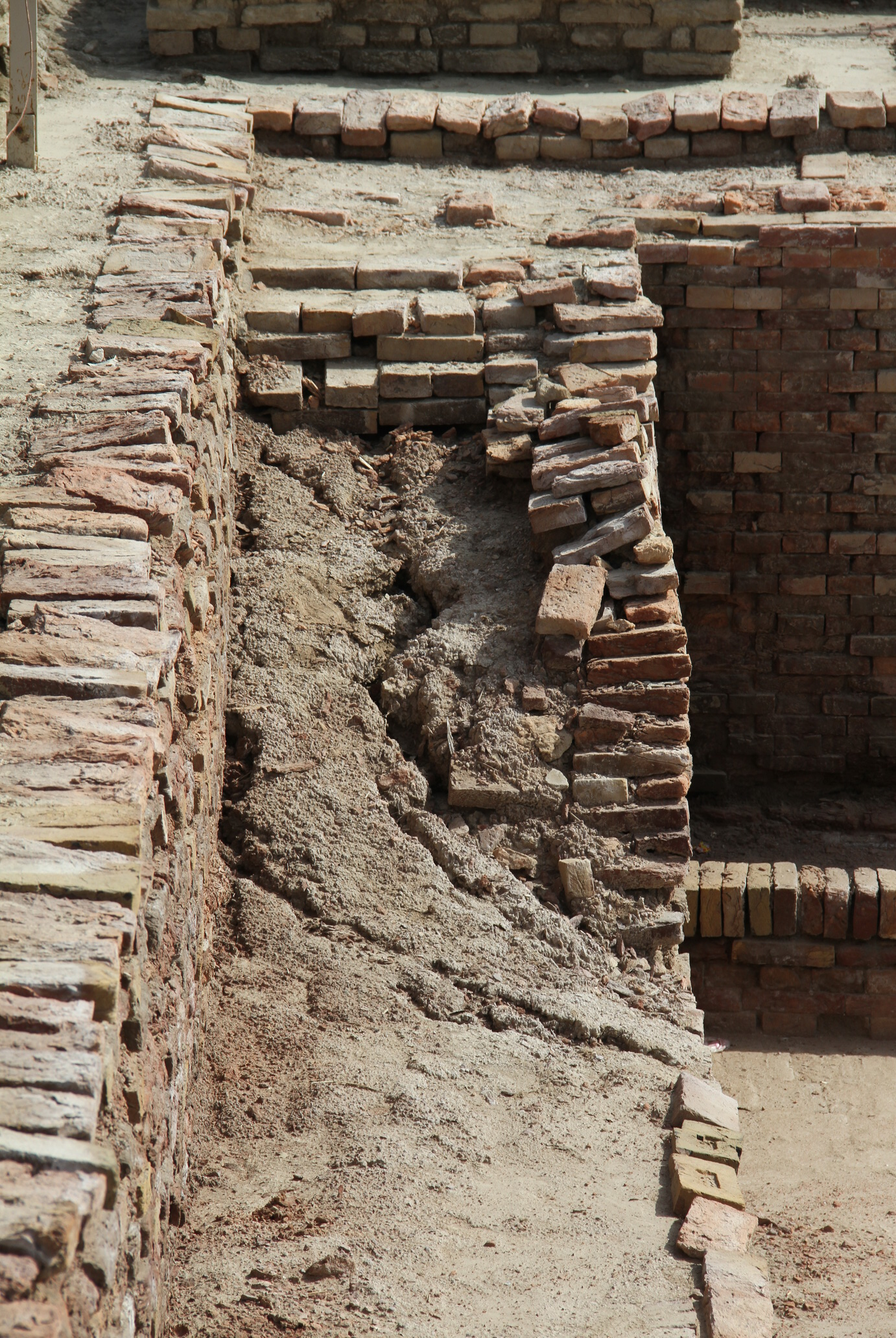
Деталь каменной кладки